# Adalita Srsen
Adalita Srsen, nota semplicemente come Adalita (Geelong, 25 febbraio 1971), è una cantautrice e chitarrista australiana.

## Biografia
Adalita ha ricevuto popolarità come membro del gruppo Magic Dirt, che ha trovato successo nelle classifiche australiane e che ha ricevuto nove candidature agli ARIA Music Awards. Il suo primo album in studio eponimo è stato pubblicato a marzo 2011 ed ha esordito alla 23ª posizione nella ARIA Albums Chart. È stato candidato all'Australian Music Prize ed ha regalato alla cantante tre candidature agli AIR Awards, di cui una vittoria, ed una agli ARIA Music Awards. Il secondo disco, intitolato All Day Venus, è uscito nel settembre 2013 si è piazzato in 30ª posizione nella classifica nazionale.

## Discografia

### Album in studio
- 2011 – Adalita
- 2013 – All Day Venus
- 2022 – Inland

### Singoli
- 2006 – Double Dare
- 2010 – That's What I Heard (con Robert Scott)
- 2010 – Hot Air
- 2011 – The Repairer
- 2011 – Fool Around
- 2013 – Warm Like You